# Snyder Rini
Snyder Rini (ur. 27 lipca 1948, zm. 5 sierpnia 2025) – salomoński polityk, członek parlamentu od 1997, premier Wysp Salomona od 20 kwietnia do 4 maja 2006, minister finansów od grudnia 2007 roku.

## Życiorys
Snyder Rini urodził się w 1947 roku. W latach 1964–1966 uczęszczał do szkoły podstawowej w Kukudu na wyspie Kolombangara, po czym w latach 1967–1969 do szkoły średniej w Betikama na wyspie Guadalcanal. Następnie kształcił się w Papui Gwinei, gdzie w 1970 uczęszczał do Kambubu High School, w 1971 studiował na Uniwersytecie Papui-Nowej Gwinei w Port Moresby, a w latach 1972–1974 na Uniwersytecie Technologicznym w Lae. W czasie studiów zdobył stopień licencjata w dziedzinie księgowości.
W latach 1975–1980 pracował jako kontroler finansowy w Solomońskim Browarze Rolniczym. W latach 80. i 90. wchodził w skład zarządów: Banku Rozwoju Wysp Salomona (1976–1980), Banku Centralnego Wysp Salomona (1982–1984 oraz 1990–1996), Władz Portów Wysp Salomona (1982–1984), Władz Sieci Elektrycznej Wysp Salomona (1988−1989) oraz Narodowego Funduszu Ubezpieczeniowego Wysp Salomona (1976–1986, 1990–1996).
7 sierpnia 1997 został po raz pierwszy wybrany w skład Parlamentu Narodowego Wysp Salomona w okręgu Marovo. W grudniu 2001, w kwietniu 2006 oraz w sierpniu 2010 odnawiał mandat deputowanego.
Od grudnia 2001 do lipca 2002 zajmował stanowisko ministra finansów i skarbu, a następnie wicepremiera oraz ministra planowania narodowego i rozwoju (grudzień 2001-grudzień 2002). Od grudnia 2002 do czerwca 2003 sprawował urząd wicepremiera oraz ministra finansów i skarbu, a od lipca 2003 do kwietnia 2006 wicepremiera oraz ministra edukacji i rozwoju zasobów ludzkich.
Snyder Rini uzyskał reelekcję w wyborach parlamentarnych 5 kwietnia 2006. Po wyborach, 18 kwietnia 2006 został wybrany na stanowisko szefa rządu. Jego nominacja doprowadziła jednak do wybuchu zamieszek w stolicy. Ich powodem były oskarżenia korupcyjne dotyczące działalności Riniego w poprzednim gabinecie, a także podejrzenia o sfałszowanie wyników wyborów dzięki pomocy finansowej pochodzącej od chińskich przedsiębiorców. Celem grabieży stały się głównie sklepy i domy społeczności chińskiej. W celu uspokojenia sytuacji na Wyspach Salomona wzmocniona została misja wojsk australijskich, nowozelandzkich i fidżyjskich, RAMSI (Regional Assistance Mission to Solomon Islands).
20 kwietnia 2006 został oficjalnie zaprzysiężony na stanowisku premiera. 26 kwietnia zrezygnował jednak z urzędu, po zapowiedziach wysunięcia przez członków parlamentu wniosku o wotum nieufności wobec jego rządu. Na wieść o jego dymisji na ulicach Honiary zapanował powszechny entuzjazm. 4 maja 2006 nowym premierem został wybrany Manasseh Sogavare, który w głosowaniu pokonał wicepremiera Freda Fono.
16 maja 2010 został mianowany przez lidera opozycji Freda Fono ministrem planowania narodowego i koordynacji pomocowej w jego gabinecie cieni. Po uchwaleniu wotum nieufności wobec rządu premiera Sogavare w grudniu 2007, Rini 21 grudnia 2007 objął stanowisko ministra finansów i skarbu w rządzie premiera Dereka Sikui.